# Deportivo Italchacao Fútbol Club C.A
El Deportivo Italchacao Fútbol Club C.A fue un equipo de fútbol venezolano tras la combinación del Deportivo Italia y el Deportivo Chacao. Este club jugó desde el año 1998 hasta 2007

### Historia
En agosto de 1998, por resolución conjunta de las Juntas Directivas de Parmalat, la Asociación Deportivo Italia y del Deportivo Chacao Fútbol Club, se convino en cambiar la denominación del club por la de Deportivo Italchacao Fútbol Club C.A, conservando los colores, los títulos y la historia de más de 50 años del Deportivo Italia.
El Italchacao se tituló campeón de Venezuela en la temporada 1998-1999, luego de vencer al Deportivo Táchira por 5-1 en Caracas y 2-1 en San Cristóbal. Al sumar las 4 estrellas ganadas por el Deportivo Italia se convirtió en el segundo pentacampeón venezolano (después del Portuguesa FC), ganándose a su vez el derecho de representar a Venezuela en la Copa Pre Libertadores 2000 frente a clubes mexicanos.
Posteriormente con el patrocinio de la Parmalat, en la temporada 1999-2000, el Italchacao obtuvo el subcampeonato nacional, ganando nuevamente el derecho a representar a Venezuela en la Pre Libertadores 2001 frente a clubes mexicanos. En la temporada 2000-2001, el Deportivo Italchacao ganó el derecho a representar a Venezuela en la Copa Merconorte 2001 ante clubes de México, Colombia y Estados Unidos.
A nivel internacional, Italchacao participó dos veces en la Pre Libertadores (años 2000 y 2001), estando cerca de avanzar en ambas ocasiones y obteniendo sonados empates en México ante Atlas y América. También intervino en la Copa Conmebol ante Deportes Quindío de Colombia en 1998. Así como en la Copa Merconorte en 2001 y en la Copa Sudamericana en 2003 -ante San Lorenzo de Almagro- y 2004.
Entre los jugadores que han pasado por sus filas desde los noventa hasta el 2004 vale mencionar, entre otros, a Manuel Sanhouse, Gilberto Angelucci, Renny Vega, Ailton Da Silva, Rogerio Pereira, Rubén Darío Forestello, Alfredo Turdo, Nelson Pizarro, Rubén Chávez, Giovanni Pérez, Héctor Pablo Bidoglio, Rubén Yori, Emilio Rentería, Carlos Navas, Alejandro Cichero, Dionny Guerra, Félix Hernández, Leopoldo Jiménez, Daniel Díez, Vicente Suanno, José Ferreira Neto, Silvio "el Twety" Carrario, Pablo Bezombe, Rafael Castelin, Stalin Rivas, Cari Cari Noriega y Cristian Cásseres.
Los entrenadores más destacados del equipo en el periodo lácteo, fueron el brasileño Casimiro Mior, el venezolano Rafael Santana y la dupla de hermanos argentinos Raúl y Fernando Cavalleri.

### Crisis, descenso y frustración
Entre 2003 y 2004, con la crisis estrepitosa de Parmalat (su principal patrocinante desde finales de los noventa), el equipo entró en una crisis deportiva e institucional. El equipo, dirigido por Raúl Cavalleri, pudo a duras penas entrar en la Copa Sudamericana para luego ser cedido a las empresas Savoy y Marriott Hotels y Editorial Melvin. El equipo municipal, ahora llamado "achocolatado", no pudo conseguir refuerzos de gran valía que acompañasen a Daniel Díez y Vicente Suanno, y que a su vez supliesen la salida de Daniel Noriega, Leopoldo Jiménez, Wilfredo Alvarado y Cristian Cásseres. Finalmente y pese al apoyo inicial de su público y algunos resultados positivos (como la goleada 6 por 2 al Estudiantes de Mérida), el equipo descendió en la temporada 2004-2005, luego de quince encuentros consecutivos sin obtener victorias y en la última posición de la Primera División Venezolana.
La siguiente temporada representó para el conjunto azul de la capital el estar por vez primera, incluyendo su época dorada como Deportivo Italia, en la liga de ascenso (segunda división) del fútbol venezolano. Su plantilla contó en la temporada 2005-2006 con jugadores como Deusdedit Caguana, Luis Madriz, Yoimer Segovia, Víctor Ordóñez, Ricardo Ettari y los refuerzos argentinos Sebastián Barclay y Claudio Pronetto, bajo la dirección técnica del también argentino Jorge Cardone. El conjunto azul logró una aceptable actuación en el torneo Apertura de la Segunda División de Venezuela y avanzó al torneo final ("Clausura").
Las primeras jornadas de este representaron una buena cosecha de puntos para el cuadro italiano, basados en los goles de Maximiliano Álvarez. Al iniciar la segunda vuelta, el equipo ocupaba los primeros lugares y era junto a Portuguesa Fútbol Club el máximo favorito para ascender. Los malos resultados en esa segunda parte del torneo representaron la salida de la dirección técnica de Cardone y el arribo de Nerio Hernández a la misma, sin lograr revertir la situación. Finalmente, los ascendidos fueron Portuguesa FC y Zamora FC, quedando el Italchacao por un año más, al menos, en la segunda división Venezuela. Para la temporada 2006/07 el equipo asciende a la segunda fase del torneo de segunda división del fútbol profesional venezolano ("El Clausura").

### Cambio de denominación a Deportivo Italia
Para el año 2007, "Deportivo Italchacao" deja de llamarse así para denominarse nuevamente "Deportivo Italia", contando a Raúl Cavalleri como director técnico. La Primera División venezolana tuvo una expansión de 8 equipos para la temporada 2007/2008, lo que favorece al Deportivo Italia. En su retorno el equipo culminó sexto en la tabla acumulativa de la temporada 2007/2008.